# 上海电视台大厦
上海电视台大厦简称上视大厦，是位于中國上海市靜安區威海路298号的一個建築。上视大厦由上海电视台、上海市广播电视局共同投资，华东建筑设计研究院设计。大厦占地面积6400平方米，建筑面积55000平方米，高度168米，主楼32层、辅楼20层、裙房8层、地下车库1层。建築內有公众大厅、演播厅、演播室、配音厅。上海电视台大厦是上海电视台、上海文广新闻传媒集团、上海广播电视台总部。建築頂部有一個停機坪。

## 歷史
上视大厦於1996年4月20日开工建造，时任上海电视台台长的盛重庆出任建楼指挥部总指挥。1999年4月7日启用。2003年12月，位于上视大厦的东方卫视演播区和节目制作区改建竣工。2015年，上视大厦內的新闻综合频道演播室在装修后投入使用。